# Antonio Rizzo
Antonio Rizzo, italijanski general, * 1885, † 1951.